# الشبيبة الدستورية
الشبيبة الدستورية، هي التنظيم الشبابي للحزب الحر الدستوري الجديد ثم للحزب الاشتراكي الدستوري من بعده. يرجع أصول الشبيبة الدستورية إلى العشرينات إذ ظهرت أولا كتنظيم تابع للحزب الحر الدستوري قبل أن ينشق عنه الحزب الحر الدستوري الجديد لينشأ بدوره شبيبة تابعة له منذ تأسيسه عام 1934. حلت الشبيبة عام 1938 على خلفية أحداث 9 أفريل وحظر الحزب وتنظيماته الرديفة. أثناء احتلال قوات المحور للبلاد قامت الشبيبة الدستورية بعدة تظاهرات مساندة لها تحت إشراف كاتبها العام فريد بورقيبة في غياب أغلب قادة الحزب المعتقلين في فرنسا. بعد الاستقلال أصبحت الشبيبة بمثابة سلم للمناصب القيادية في الدولة إذ سبق أن نشط في صفوفها العديد من الشخصيات السياسية الهامة من أبرزها: أمين مال الحزب أحمد التليلي والوزراء أحمد بن صالح ومنجي الكعلي ومحمود المستيري؛ ومن أبرز من تولى كتابتها العامة بعد الاستقلال محمود المعموري ومحمد الصيّاح وحسيب بن عمار. بعد أن لعبت دورا تعبويا هاما في سنوات الاستقلال الأولى لا سيما في أحداث بنزرت، عرفت الشبيبة ضعفا في هياكلها في أواخر العهد البورقيبي ليقع تغيير اسمها بعد حركة 7 نوفمبر 1987 إلى الشباب الدستوري تحت إشراف التجمع الدستوري الديمقراطي خليفة الحزب الاشتراكي الدستوري.